# 红谷滩配套中心
红谷滩配套中心（全名南昌公交红谷客运配套中心）是位于中华人民共和国江西省南昌市红谷滩新区沙井街道碟子湖路以北、庐山南大道以西的公交總站，总面积99亩，建筑面积达29165.4平方米，该中心最多停放200辆车辆。

## 历史
大概在2009年底开工，2010年底红谷客运配套中心主体完工。
2011年12月28日启用
2014年1月1日配套中心的公交枢纽站启用

## 停靠线路
市区线路：
- 22路（红谷配套中心↔火车站）

远郊线路：
- 118路（红谷配套中心↔樵舍）
- 135路（红谷配套中心↔新祺周）
- 142路（红谷配套中心↔罗滨分场）
- 168路（红谷配套中心↔丰城）

近郊线路：
- 217路（红谷配套中心↔湾里）
- 221路（红谷配套中心↔火车站）
- 253路（红谷配套中心↔城南）
- 258路（红谷配套中心↔老福山）

区间线路：
- 503路（红谷配套中心↔绿地博览城）
- 512路（红谷配套中心↔南昌西站）